# Vee F. Browne
Pour les articles homonymes, voir Browne.
Vee F. Browne (Ganado, Arizona, 1956) est une romancière américaine de littérature d'enfance et de jeunesse.
Elle étudie le journalisme à l'Université du  Nouveau Mexique et travaille comme rédactrice pour le journal Navajo Hopi Observer.

## Œuvre
- Monster Slayer (1991)
- Monster Birds (1993)
- Maria Tallchief: prima ballerina (1995)
- Owl Book (1995)
- Ravens dancing (2001)

## Prix
- Western Heritage Award, 1991
- Cowboy Hall of Fame Award
- Buddy Bo Jack Nationwide Award
- Rounce & Coffin Club-Los Angeles 1994 Western Books Award of Merit